# Nordisk Copyright Bureau
Nordisk Copyright Bureau – eller NCB – er en nordisk-baltisk forening, der forvalter rettigheder til indspilning og kopiering af musik på CD, DVD, film, video, internet m.v. NCB forvalter rettigheder komponister, sangskrivere og musikforlag, altså de rettighedshavere, der også er omfattet af KODA.
Selvom NCB formelt kun dækker de omfattede lande, varetager de også rettigheder for komponister, sangskrivere og musikforlag fra andre lande, gennem et samarbejde med disse landes organisationer. NCB's hovedkontor ligger i København, men foreningen har afdelingskontorer i alle de omfattede lande.
NCB ejes af de nordiske rettighedsforvaltningsorganisationer:
- KODA (Danmark)
- STEF (Island)
- STIM (Sverige)
- TEOSTO (Finland)
- TONO (Norge)

NCB administrerer også rettigheder for tilsvarende organisationer i de baltiske lande:
- LATGA-A (Litauen)
- EAÜ (Estland)
- AKKA-LAA (Letland)